# Katja Eckl
Katja Eckl (Bolzano, 6 maggio 2003) è una pallavolista italiana, centrale della UYBA.

## Carriera

### Club
La carriera di Katja Eckl inizia nella stagione 2019-20 in Serie B1 con la Pool Piave, per poi accasarsi, nell'annata 2021-22, alla Libertas Martignacco, in Serie A2; è in serie cadetta anche per il campionato 2023-24 vestendo la maglia del Talmassons, con cui ottiene la promozione in Serie A1.
L'esordio in Serie A1 avviene tuttavia nella stagione 2024-25 grazie all'ingaggio da parte dell'Imoco, aggiudicandosi la Supercoppa italiana, il campionato mondiale per club, la Coppa Italia, lo scudetto e la Champions League, mentre, nell'annata successiva, pur restando nella stessa divisione, firma per la UYBA.

### Nazionale
Nel 2023 viene convocata nella nazionale italiana under 21 con cui si aggiudica la medaglia d'argento al campionato mondiale, mentre l'anno successivo è in quella under 22, conquistando la medaglia d'oro al campionato europeo, dove viene premiata anche come miglior centrale.
Nel 2025 ottiene le prime convocazioni nella nazionale maggiore: nello stesso anno vince l'oro ai XXXII Giochi mondiali universitari estivi.

## Palmarès

### Club
- Campionato italiano: 1

2024-25
- Coppa Italia: 1

2024-25
- Supercoppa italiana: 1

2024
- Campionato mondiale per club: 1

2024
- CEV Champions League: 1

2024-25

### Nazionale (competizioni minori)
- Campionato mondiale under 21 2023
- Campionato europeo under 22 2024
- Giochi mondiali universitari estivi 2025

### Premi individuali
- 2024 - Campionato europeo under 22: Miglior centrale